# 澳洲潜艇局
澳洲潜艇局（英语：Australian Submarine Agency，缩写：ASA），前身为核潜艇特遣部队（英语：Nuclear-Powered Submarine Task Force，缩写：NPSTF），是澳洲政府的联邦机关，由澳洲国防部负责管理，其职责是管理和监督澳大利亚核潜艇计划。雇员是来自澳大利亚国防部的工作人员和公务员。其雇员分布在澳洲以及英美，总雇员数已从2023年的350人增至680人。

## 潜艇来源

### 采购
其支持澳大利亚政府采购核潜艇，例如通过澳英美三边安全协议采购的三艘弗吉尼亚级核潜艇和五艘奥库斯型潜艇。美国海军现有的两艘核潜艇特拉华号和新泽西号亦会移交给澳大利亚皇家海军，加上将要建设的第三艘，核潜艇总量将达到11艘。

### 建造
其将利用职能牵头监督建造核潜艇，第三艘核潜艇将在奥斯本海军造船厂建造。奥斯本海军造船厂将建造五艘奥库斯级核潜艇，BAE潜艇系统公司将为英国皇家海军建造同规格的潜艇。

## 外部支持
因为正在从柴电潜艇向核潜艇过渡，澳洲皇家海军会使用在斯特林海军基地的一艘英国皇家海军潜艇和四艘美国海军潜艇，名称为西部潜艇轮换部队（英语：Submarine Rotational Force – West，缩写：SRF-West）。

## 部门领导

### 总干事
2023年7月1日，乔纳森·米德中将担任该机关的总干事。